# Giornata delle Nazioni Unite
La Giornata delle Nazioni Unite è una ricorrenza internazionale che si celebra ogni anno il 24 ottobre e che ricorda l'entrata in vigore dello Statuto delle Nazioni Unite (24 ottobre 1945). Fa parte della "settimana delle Nazioni Unite", che viene commemorata dal 20 al 26 ottobre di ogni anno.

## Storia
Nel 1948 l'Assemblea generale delle Nazioni Unite, con una risoluzione, ne sottolineò l'importanza, mentre diventò giornata internazionale il 6 dicembre 1971 grazie ad un'altra risoluzione ONU; in questa occasione, l'Assemblea generale decretò che la giornata fosse celebrata da tutti gli Stati membri.

## Commemorazione
La celebrazione della Giornata delle Nazioni Unite tradizionalmente comprende incontri, discussioni, convegni e mostre legate alla missione dell'Organizzazione delle Nazioni Unite.
Negli Stati Uniti è stata inserita tra le giornate commemorative dal Presidente già nel 1946. In Kosovo, che è amministrato provvisoriamente dall'ONU, la giornata delle Nazioni Unite è un vero e proprio giorno festivo. Nelle Filippine è celebrato soprattutto nelle scuole. In occasione della giornata delle Nazioni Unite, gli studenti filippini prendono parte a varie iniziative, tra cui lo studio specifico e dettagliato di uno dei Paesi che fanno parte dell'ONU. In Italia la commemorazione prevede l'esposizione, fuori dagli edifici pubblici, della bandiera dell'ONU.
Le Nazioni Unite sono il prodotto della speranza: la speranza del secondo dopoguerra di superare il conflitto globale e passare alla cooperazione globale, e la determinazione a farlo. Oggi l'organizzazione viene messa alla prova come mai prima d'ora, ma le Nazioni Unite sono state create per tempi come questo.